# Miss Mundo 1992
O 42º Concurso Miss Mundo aconteceu em 12 de dezembro de 1992 no Sun City Entertainment Center em Sun City,África do Sul. Foram 83 participantes e a vencedora foi Julia Kourotchkina, da Rússia.